# Marcin Bohdanowicz Chreptowicz
Marcin Bohdanowicz Chreptowicz herbu Odrowąż – marszałek hospodarski w latach 1524–1526, koniuszy trocki w 1524 roku, łowczy litewski w latach 1505–1509, podskarbi dworski litewski w latach 1502–1504, koniuszy dworski litewski w latach 1495–1509.
Był sygnatariuszem unii piotrkowsko-mielnickiej 1501 roku. 